# Fall Wicher
Fall Wicher ist die Bezeichnung für einen konkreten Verdachtsfall, dass die deutsche Schlüsselmaschine „Enigma“ gebrochen worden war.
„Wicher“ ist ein polnisches Wort für deutsch „Sturm“ und war der Deckname eines polnischen Geheimprojektes.

## Geschichte
Im Jahr 1939, nach dem deutschen Überfall auf Polen, der den Zweiten Weltkrieg auslöste, fanden die Deutschen im nun besetzten Polen geheime polnische Dokumente, die wörtliche Klartexte verschlüsselter deutscher Enigma-Funksprüche enthielten. Für diese höchst alarmierende Tatsache gab es nur eine plausible Erklärung: Den Polen musste es gelungen sein, Funksprüche zu entziffern. Dies war etwas, das die Deutschen immer für eigentlich unmöglich hielten, denn ihrer Ansicht nach war die Enigma unbrechbar.
Nur wenig später wurden einige Mitarbeiter des polnischen Chiffrenbüros Biuro Szyfrów (BS) gefasst und daraufhin von den deutschen Kryptoanalytikern Walter Fricke und Hans Pietsch verhört. Die Polen räumten ein, dass es ihnen in einzelnen Fällen gelungen sei, Klartexte zu ermitteln. Es gelang ihnen aber, dies als seltene Einzelfälle darzustellen und die tatsächlichen polnischen Erfolge bei der Entzifferung der Enigma (das praktisch vollständige Eindringen in das deutsche System) beim Verhör erfolgreich zu verbergen. So verpassten die Deutschen eine gute Gelegenheit und wähnten ihre Enigma-Maschine weiterhin als unverändert sicher – was in der Realität bei Weitem nicht der Fall war.
Dennoch aufgeschreckt durch dieses Ereignis, wurden zum wiederholten Mal Sicherheitsbetrachtungen zur Enigma durchgeführt, in deren Folge unter anderem die bisherige Spruchschlüsselverdopplung, ein Teil des Schlüsselverfahrens, als fehlerhaft erkannt und mit Wirkung zum 1. Mai 1940 abgeschafft wurde. Es wurde jedoch keine Notwendigkeit zu einer nachhaltigen Stärkung der Maschine erkannt.